# Amicus curiae
Amicus curiae (hrvatski Prijatelji suda) je pojam iz anglo-saksonskog pravnog sustava (Common Law). Označava stručnu osobu ili organizaciju koja nije stranka u sporu, a sudu dragovoljno nudi informacije o zakonskim ili drugim pogledom na spor. Uobičajan oblik suradnje je izvješće u obliku stručne publikacije o temi koja se odnosi na slučaj.